# Oxyopes punctatus
Oxyopes punctatus là một loài nhện trong họ Oxyopidae.
Loài này thuộc chi Oxyopes. Oxyopes punctatus được Ludwig Carl Christian Koch miêu tả năm 1878.